# Vic Mackey
Victor Samuel Mackey, apodado como Vic Mackey, es un personaje ficticio de la serie The Shield interpretado por Michael Chiklis.

## Biografía
Vic Mackey es retratado en la serie como un detective corrupto en el Departamento de Policía de Los Ángeles que dirige una pequeña unidad antipandillas llamada Equipo de Asalto en el distrito ficticio de Farmington en Los Ángeles.
Su tarea principal es combatir la presencia desenfrenada de bandas, el tráfico de drogas, de armas y de otras actividades ilegales. Para hacerlo comete varios delitos a lo largo de la serie, incluido el tráfico de drogas, la extorsión, la brutalidad policial y el asesinato. A menudo se le representa justificando sus crímenes como un medio para un fin. También es un padre devoto y un hombre de familia.
Consiguió el empleo a través de Ben Gilroy, el número 2 del Departamento de Policía de los Ángeles. Con sus métodos tiene mucho éxito y por ello es protegido incluso por el jefe del Departamento. El capitán del distrito David Aceveda sabe que es corrupto y quiere detenerlo. Para ello recluta a un miembro del equipo, Terry Crowley, para detenerlo reclutando para ello también a los federales sabiendo que solo así puede hacerlo. Sin embargo Vic se entera del plan y mata a Crowley en una redada de tal manera que no se le puede probar el crimen.
Desde entonces él tiene vía libre para sus maquinaciones, ya que los demás miembros del equipo también están corruptos. Aun así ese crimen le persigue de muchas formas durante toda la serie. Su acto más corrupto y audaz es el robo a un transporte de la mafia armenia lleno de dinero con el propósito de enriquecerse. En ese acto robó millones de dólares. Desencadena una serie de acontecimientos que lleva a la posterior destrucción gradual del equipo. 
Esto y la presión constante por parte de miembros de la policía de los Ángeles para detenerlo, cuando se dan cuenta de quien es, le llevan finalmente a admitir sus crímenes a la ICE a cambio de inmunidad, que lo necesitan para tener un caso contra un rey de las drogas llamado Beltrán. Consigue la inmunidad, pero pierde el respeto de los colegas y de su familia. También pierde su empleo en las calles, que para él es todo, y tiene que estar durante los próximos tres años en un trabajo de mesa en la ICE, algo que para él es mortalmente aburrido. Aun así no se rinde y ya piensa en querer salir de esta situación.